# Liste der Monuments historiques in Vanvey
Die Liste der Monuments historiques in Vanvey führt die Monuments historiques in der französischen Gemeinde Vanvey auf.

## Liste der Immobilien
| Bezeichnung                       | Beschreibung | Standort                 | Kennzeichnung | Schutzstatus   | Datum     | Bild           |
| --------------------------------- | --- | ------------------------ | ------------- | -------------- | --------- | -------------- |
| Kapelle St-Phal                   | im Kern aus dem 8. oder 9. Jahrhundert, im 15. oder frühen 16. Jahrhundert erweitert; mit Wandgemälden des 15. Jahrhunderts                          | südlich des Ortes (Lage) | PA00112708    | Classé Inscrit | 1965 1990 | weitere Bilder |
| Kirche Notre-Dame-de-l’Assomption | zwischen 1781 und 1786 erbaut, Architekt Pierre-Joseph Antoine, von 1831 bis 1833 umgebaut, Architekt Simon Tridon; mit Ausnahme des Turms geschützt | Rue des Ponts (Lage)     | PA00112709    | Inscrit        | 1976      | weitere Bilder |
| Waschhaus                         | aus dem 18. Jahrhundert | Rue de la Gare (Lage)    | PA00112710    | Inscrit        | 1976      | weitere Bilder |

## Liste der Objekte
| Bezeichnung                        | Beschreibung                                                                        | Standort                                        | Kennzeichnung | Schutzstatus | Datum | Bild |
| ---------------------------------- | ----------------------------------------------------------------------------------- | ----------------------------------------------- | ------------- | ------------ | ----- | ---- |
| Kanzel                             | Eichenholz, Ende des 18. Jahrhunderts, nach einem Entwurf von Pierre-Joseph Antoine | in der Kirche Notre-Dame-de-l’Assomption (Lage) | PM21002427    | Classé       | 1964  |      |
| Skulpturengruppe Mariä Himmelfahrt | Holz, farbig gefasst und vergoldet, 17. und 19. Jahrhundert                         | in der Kirche Notre-Dame-de-l’Assomption (Lage) | PM21002428    | Classé       | 1964  |      |
| Wandgemälde Mariä Verkündigung     | um 1500                                                                             | in der Kapelle St-Phal (Lage)                   | PM21002429    | Classé       | 1965  |      |